# Meckenbach (bei Kirn)
Meckenbach ist eine Ortsgemeinde im Landkreis Bad Kreuznach in Rheinland-Pfalz. Sie gehört der Verbandsgemeinde Kirner Land an.

## Geographie
Meckenbach liegt in den nördlichen Ausläufern des Nordpfälzer Berglands in einem Seitental der Nahe. Im Westen befindet sich Kirn und im Norden Hochstetten-Dhaun.

## Geschichte
Über die Vor- und Frühgeschichte des Dorfes weiß man wenig. Allerdings scheint das Vorkommen und die Gewinnung von Kupfererzen bereits auf eine Besiedlung der Gemarkung in keltischer Zeit hinzudeuten.
In Meckenbach ließ der Mainzer Erzbischof und Erzkanzler des Reiches Willigis um 1000 eine Kirche errichten, die dem Kloster Disibodenberg unterstellt war. Der Gründungsbau ist im Wesentlichen noch erhalten. Es handelt sich um ein schlichtes, im romanischen Stil erbautes Bruchsteingebäude mit Ostturm. Eine Erweiterung des Kirchenschiffes wurde um 1750 vorgenommen. Das Gotteshaus ist mit einer Orgel der Gebrüder Stumm aus Rhaunensulzbach aus dem Jahr 1836 ausgestattet, die 1981 restauriert wurde.
Das Dorf gehörte im Mittelalter stets zum wildgräflichen Amt Kyrburg und wurde um 1550 reformiert. Auch die Bauern aus Meckenbach hatten an die Herren von Steinkallenfels den sogenannten „Zollhafer“ zu zahlen, wenn sie mit ihren Produkten den Kirner Markt beschichten. Bis zum Ende des 18. Jahrhunderts war Meckenbach Schultheißerei, Ort im Oberamt Kyrburg, wo ein herrschaftlicher Beamter als Schultheiß die Verwaltung der Gemeinde im Namen der Wild- und Rheingrafen von Kyrburg versah.
Nach der Besetzung des Linken Rheinufers im Ersten Koalitionskrieg (1794) wurde die Verwaltung der Region nach französischem Vorbild reorganisiert. Meckenbach gehörte von 1798 bis 1814 zum Kanton Meisenheim im Saardepartement und von 1800 an zur neu gebildeten Mairie Merxheim, wozu die Gemeinden Bärweiler, Überhochstetten (Hochstetten), Meckenbach und Merxheim zählten.
Dieser Gemeindeverband blieb auch nach dem Ende der französischen Herrschaft bestehen und bildete ab 1816 die Oberschultheißerei Merxheim im hessen-homburgischen Oberamt Meisenheim. Nach dem Übergang des Oberamtes Meisenheim an Preußen im September 1866 wurde Meckenbach der Bürgermeisterei Meddersheim zugeordnet. Dort verblieb die Gemeinde Meckenbach bis zum Jahr 1940, als sie zusammen mit Hochstetten dem Amt Kirn-Land zugeordnet wurde.
Bevölkerungsentwicklung
Die Entwicklung der Einwohnerzahl von Meckenbach, die Werte von 1871 bis 1987 beruhen auf Volkszählungen:
| Jahr | Einwohner |
| ---- | --------- |
| 1815 | 292       |
| 1835 | ~ 310     |
| 1871 | 336       |
| 1905 | 386       |
| 1939 | 361       |
| 1950 | 384       |
| 1961 | 373       |

| Jahr | Einwohner |
| ---- | --------- |
| 1970 | 373       |
| 1987 | 392       |
| 1997 | 411       |
| 2005 | 418       |
| 2011 | 386       |
| 2017 | 359       |
| 2022 | 364       |

## Politik

### Bürgermeister
Ortsbürgermeister ist Michael Schlarb. Bei der Kommunalwahl am 26. Mai 2019 wurde er in seinem Amt bestätigt.
Er wurde im Juni 2024 wiedergewählt.

### Wappen
| Wappen von Meckenbach | Blasonierung: „In gespaltenem Schild vorn in Schwarz neben sechs silbernen Sternen ein silbernes Wolfseisen, hinten in Gold ein blaubewehrter und -gezungter roter Löwe.“ |
| Wappen von Meckenbach | Wappenbegründung: Sterne und Wolfseisen gehen zurück auf ein Gerichtssiegel aus dem Jahr 1698, der Löwe verweist die ehemalige Zugehörigkeit zur Wild- und Rheingrafenschaft. Der Gemeinderat beauftragte am 20. Oktober 1963 den Grafiker Brust, Kirn-Sulzbach, einen Entwurf für ein Gemeindewappen zu erarbeiten. In der Sitzung am 17. Juli 1964 nahm der Rat den vorgelegten Entwurf an. Nach Zustimmung durch das Staatsarchiv erteilte das Ministerium des Innern in Mainz am 14. Mai 1965 die Genehmigung zur Führung eines eigenen Wappens. |

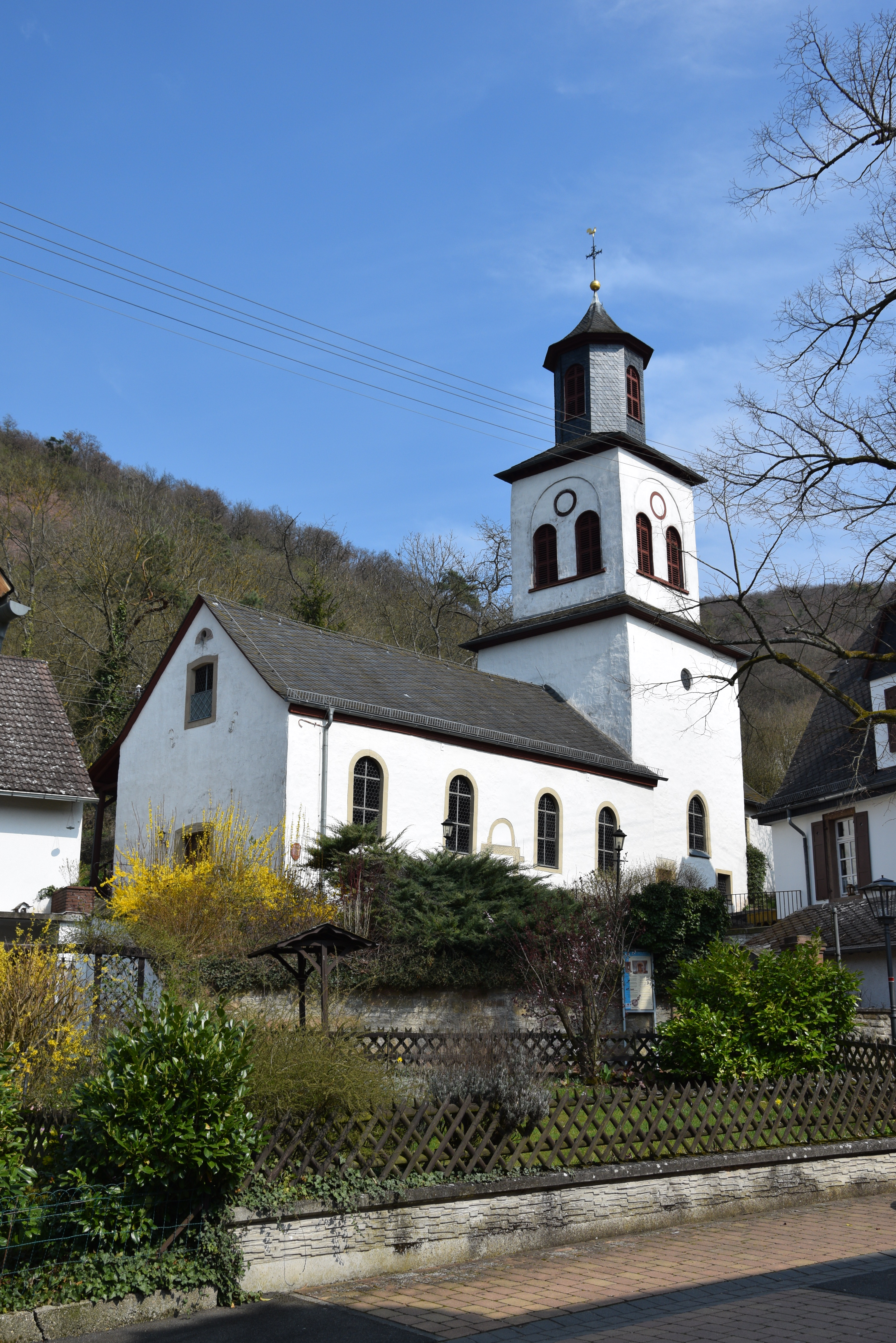
Ev. Kirche in Meckenbach

## Kultur und Sehenswürdigkeiten
Die Kirche stammt in großen Teilen aus dem Jahr 976. In dem romanischen Bau findet sich eine Stumm-Orgel aus dem Jahr 1836.

## Verkehr
Im Norden verläuft die Bundesstraße 41. In Kirn ist ein Bahnhof der Bahnstrecke Bingen–Saarbrücken.

## Persönlichkeiten
- Johannes Schwenck (1777–1863), deutscher Gutsbesitzer und Politiker